# En passant
En passant (din franceză, "în trecere") este o manevră specială, precum rocada, a jocului de șah.
Regula en passant se aplică atunci când un jucător mută unul din pionii săi două câmpuri înainte, față de poziția inițială a pionului, și trece pe lângă un pion advers de către care ar fi putut fi capturat dacă ar fi fost mutat doar un câmp înainte. Regula spune că pionul care a efectuat mutarea dublă este vulnerabil, doar pentru mutarea următoare, putând fi capturat de cel advers ca și când s-ar fi deplasat doar un câmp înainte.
Capturarea sau mișcarea en passant trebuie efectuată mișcarea imediat următoare mutării duble, ori acest drept este pierdut. Mișcarea este neobișnuită și pentru că este singura din jocul de șah în care piesa ce capturează nu rămâne pe câmpul pe care s-a aflat piesa capturată.
Notația algebrică a șahului menționează uneori capturile de tipul en passant prin acronimul "e.p.", dar notarea en passant nu este de fapt obligatorie.
Din punct de vedere istoric, en passant este una din ultimele modificări majore ale regulilor șahului european, care s-a petrecut în secolele XIV - XV , alături de introducerea mișcării de două câmpuri a pionilor. De asemenea, în aceeași perioadă de timp, s-a introdus, tot în șahul european, și manevrabilitatea maximă a damei și a nebunului. Din cauza separării anterioare a variantelor de șah asiatice de cea europeană, aceste modificări sunt prezente doar în varianta europeană.
Ideea introducerii manevrei en passant a fost aceea de a compensa avantajul jucătorului care ar muta un pion două câmpuri în loc de unul, evitând astfel atacul unui pion advers pe lângă care ar fi trecut nestingherit.

## Galerie foto

En passant